# リル・ヨッティ
リル・ヨッティ（英: Lil Yachty、本名: Miles Parks McCollum、1997年8月23日 - ）は、アメリカ合衆国ジョージア州アトランタ出身のラッパー、歌手、ソングライター、ヒップホップミュージシャン。なお便宜上「ヨッティ」の表記が一般化しているが、実際の英語の発音は「ヤーッティ」が近い。
2015年8月のデビューEP『Summer Songs』からのシングル「One Night」と「Minnesota」で知名度を上げ、2016年にミックステープ『Lil Boat』と『Summer Songs 2』をリリース。同年、客演で参加したDRAMの「Broccoli」、Kyleの「iSpy」がヒットした。2017年、デビュー・アルバム『Teenage Emotions』をリリースする。2作目のアルバム『Lil Boat 2』（2018年）は全米2位を記録。その後、3作目のアルバム『Nuthin' 2 Prove』（2018年）、4作目のアルバム『Lil Boat 3』（2020年）をリリースしている。

## 来歴

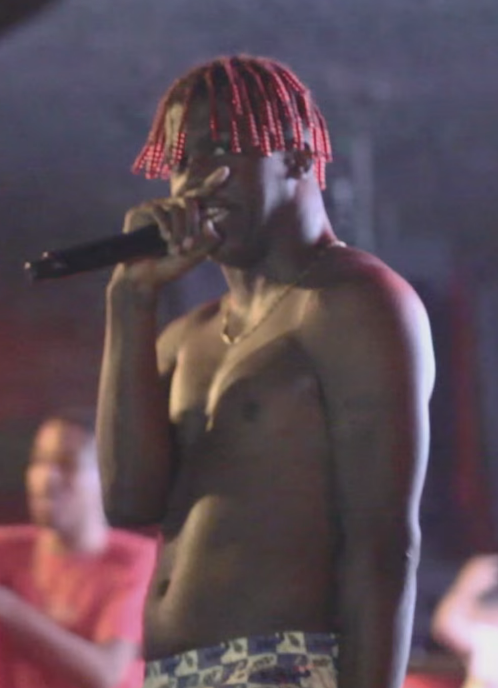
ステージに立つLil Yachty（2016年）

1997年8月23日、マイルズ・パークス・マッコラムはジョージア州メーブルトンで生まれる。2015年に芸名「Yachty」を採用し、アトランタからニューヨークに移住した。
2015年8月、デビューEP『Summer Songs』をリリースする。楽曲「One Night」と「Minnesota」で知名度を上げた。
2016年2月、マディソン・スクエア・ガーデンで行われたカニエ・ウェストのファッションライン「Yeezy Season 3」のショーでモデルデビューした。3月にはデビューミックステープ『Lil Boat』をリリース。4月、ヨッティはDRAMの楽曲「Broccoli」に客演で参加し、米Billboard Hot 100で5位を記録するなどヒットした。5月にリリースされたチャンス・ザ・ラッパーのミックステープ『Coloring Book』にフィーチャリングで参加する。
6月10日、Quality Control Music、Capitol Records、Motown Recordsとジョイントベンチャーのレコード契約を結んだ。7月には2作目となるミックステープ『Summer Songs 2』をリリースする。12月、Kyleの「iSpy」に客演で参加し、全米4位を記録するなどヒットする。
2017年5月26日、リル・ヨッティはデビュー・アルバム『Teenage Emotions』をリリースした。アルバムのジャケットは数々のマイノリティが一同に集う印象的なもので話題となった。
2018年3月9日、2作目のアルバム『Lil Boat 2』がリリースされ、米Billboard 200の2位を記録した。10月19日、3作目のアルバム『Nuthin' 2 Prove』をリリースする。
2020年5月29日、4作目のアルバム『Lil Boat 3』がリリースされた。11月には8曲のボーナストラックを追加したデラックス盤『Lil Boat 3.5』をリリースしている。

## 音楽性

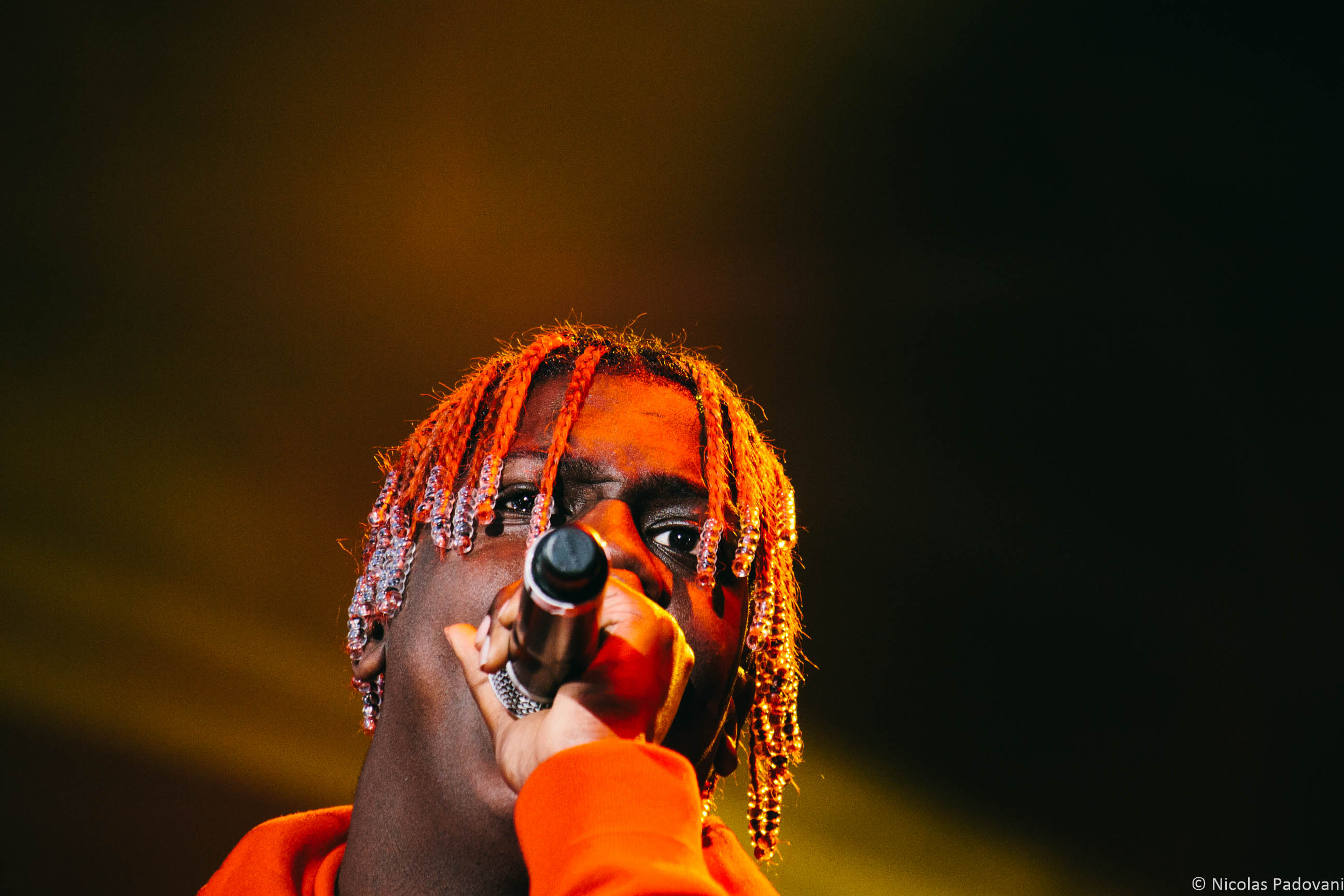
ライブでのLil Yachty（2018年）

リル・ヨッティは自分のスタイルを「バブルガム・トラップ」と呼んでいる。楽曲には、マリオブラザーズ、チャーリー・ブラウン、ラグラッツのテーマ、ゲームキューブの起動音、J-POP歌手のDAOKOなどがサンプリングされている。
リル・ヨッティはラップだけではなく、独特の歌声を持つシンガーとしても評価されている。ローリング・ストーン紙はリル・ヨッティの音楽を「キャッチーで、意図的に不器用な響きの曲で、オフカラーの自慢話が詰まっていて、誇らしげに素人っぽい歌声で届けられている」と評している。

## 人物

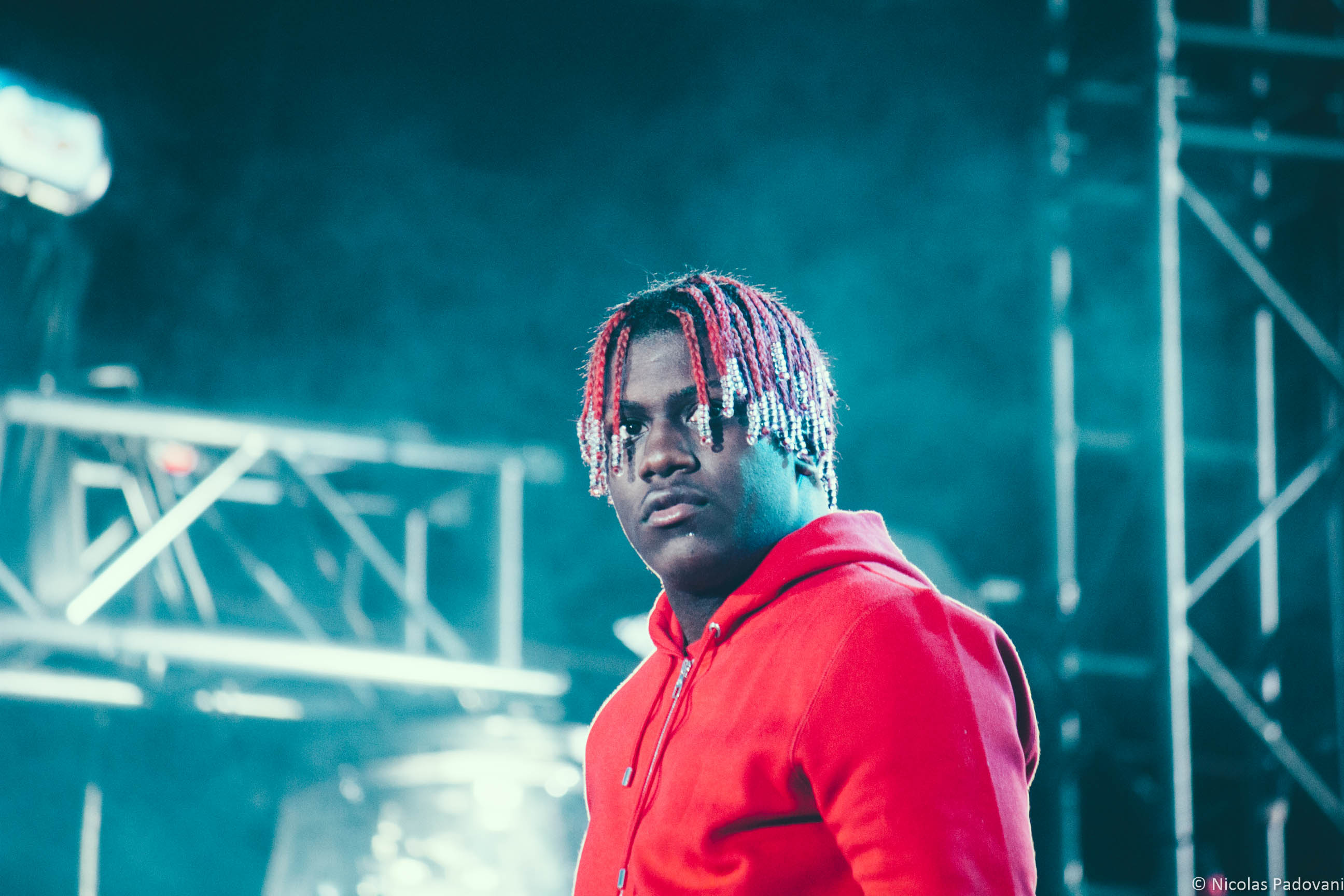
ステージに立つLil Yachty（2018年）

2015年秋にアラバマ州立大学に通っていたが、音楽のキャリアを追求するために中退した。
2016年のCNNのインタビューで、2016年大統領選挙でバーニー・サンダースへの支持を表明し、公民権運動時代のサンダースの活動を称賛した。
2017年、レブロン・ジェームズと共にスプライトのCMに出演した。
Lil YachtyはNauticaやUrban Outfittersのコレクションのモデルに選ばれている。

### 事件
2015年9月1日、フロリダ州パームビーチ・ガーデンズのモールでリル・ヨッティと他の1人の男がクレジットカード詐欺の容疑で逮捕され、11,000ドルの保釈金を支払い釈放された。ヨッティによると、すでに彼の記録は抹消されている。

## ディスコグラフィ
主なアルバム
- Teenage Emotions (2017年)
- Lil Boat 2 (2018年)
- Nuthin' 2 Prove (2018年)
- Lil Boat 3 (2020年)
- Let's Start Here（2023年）